# قوائم مسلمين
قوائم المسلمين في مختلف المجالات:

## أكاديميون
- عالم (إسلام)
- قائمة المؤرخين المسلمين
- قائمة الفلاسفة المسلمين
- قائمة العلماء المسلمين
  - قائمة رواد الفضاء المسلمين
  - قائمة علماء فلك مسلمون
  - قائمة الأطباء المسلمين
  - الرياضيات في عصر الحضارة الإسلامية
- قائمة علماء اللاهوت المسلمين

## الفنون، الرياضة، الآداب، الترفيه
- قائمة الرسامين المسلمين
- قائمة الكتاب والشعراء المسلمين
- قائمة المسلمين في وسائل الإعلام والترفيه

## الأعمال
- قائمة مسلمين في الأعمال

## القانون والسياسة
- قائمة الفقهاء المسلمين
- قائمة القادة والسياسيين المسلمين

## قوائم المسلمين حي البلد والمنطقة
- الإسلام حسب البلد
- الحكام الإسلاميون في شبه القارة الهندية
- قائمة المسلمين الأمريكيين
- قائمة المسلمين البريطانيين
- الإسلام في ميانمار
- الإسلام في الصين
- قائمة المسلمين الكنديين
- الإسلام في ألمانيا
- الإسلام في الهند
- قائمة العرب المسلمين في إسرائيل
- الإسلام في منغوليا

## أخرى
- قائمة الخلفاء
- قائمة الدعاة
- قائمة علماء الدراسات الإسلامية
- قائمة الأديان المقارنة الإسلامية
- قائمة السلالات الحاكمة الإسلامية
- قائمة النسويات المسلمات
- قائمة المسلمين الحاصلين على جائزة نوبل
- قائمة جنود مسلمين
- قائمة الصحابة
- قائمة أعلام الشيعة
  - قائمة طوائف شيعية مندثرة
  - قائمة السلالات الحاكمة الإسلامية الشيعية
- قائمة أعلام التصوف
  - قائمة مغنين صوفيين
- قائمة السلالات الحاكمة الإسلامية السنية